# Relampago
Relampago és una concentració de població designada pel cens dels Estats Units a l'estat de Texas. Segons el cens del 2000 tenia 104 habitants.

## Demografia
Segons el cens del 2000, Relampago tenia 104 habitants, 36 habitatges, i 29 famílies. La densitat de població era de 30,9 habitants/km².
Dels 36 habitatges en un 38,9% hi vivien nens de menys de 18 anys, en un 52,8% hi vivien parelles casades, en un 27,8% dones solteres, i en un 19,4% no eren unitats familiars. En el 16,7% dels habitatges hi vivien persones soles el 16,7% de les quals corresponia a persones de 65 anys o més que vivien soles. El nombre mitjà de persones vivint en cada habitatge era de 2,89 i el nombre mitjà de persones que vivien en cada família era de 3,28.
Per edats la població es repartia de la següent manera: un 23,1% tenia menys de 18 anys, un 7,7% entre 18 i 24, un 29,8% entre 25 i 44, un 23,1% de 45 a 60 i un 16,3% 65 anys o més.
L'edat mediana era de 41 anys. Per cada 100 dones de 18 o més anys hi havia 66,7 homes.
La renda mediana per habitatge era de 17.250 $ i la renda mediana per família de 62.891 $. Els homes tenien una renda mediana de 0 $ mentre que les dones 28.182 $. La renda per capita de la població era de 9.207 $. Aproximadament el 18,5% de les famílies i el 38,3% de la població estaven per davall del llindar de pobresa.

## Poblacions més properes
El següent diagrama mostra les poblacions més properes.